# شهرداری رحمانیه
شهرداری رحمانیه (به عربی: بلدية الرحمانية) یک شهرداری در الجزایر است که در استان الجزیره واقع شده‌است.